# José María Vargas Vila
José María de la Concepción Apolinar Vargas Vila Bonilla, conocido como José María Vargas Vila (Bogotá, 23 de julio de 1860-Barcelona, 23 de mayo de 1933), fue un escritor colombiano.
Con una formación autodidacta, participó en luchas políticas como periodista, agitador público y orador. Vargas Vila se caracterizó por sus ideas liberales radicales y una consecuente crítica al clero, las ideas conservadoras y el imperialismo estadounidense. Muchas de sus ideas son próximas al existencialismo y se fueron afirmando como libertarias afines al anarquismo.

## Biografía
José María Vargas Vila nació el 23 de julio de 1860 en Bogotá siendo hijo del general José María Vargas Vila y de Elvira Bonilla.
En su juventud, alternó el oficio de maestro en Ibagué, Guasca, Anolaima y Bogotá.

### Trayectoria militante y literaria

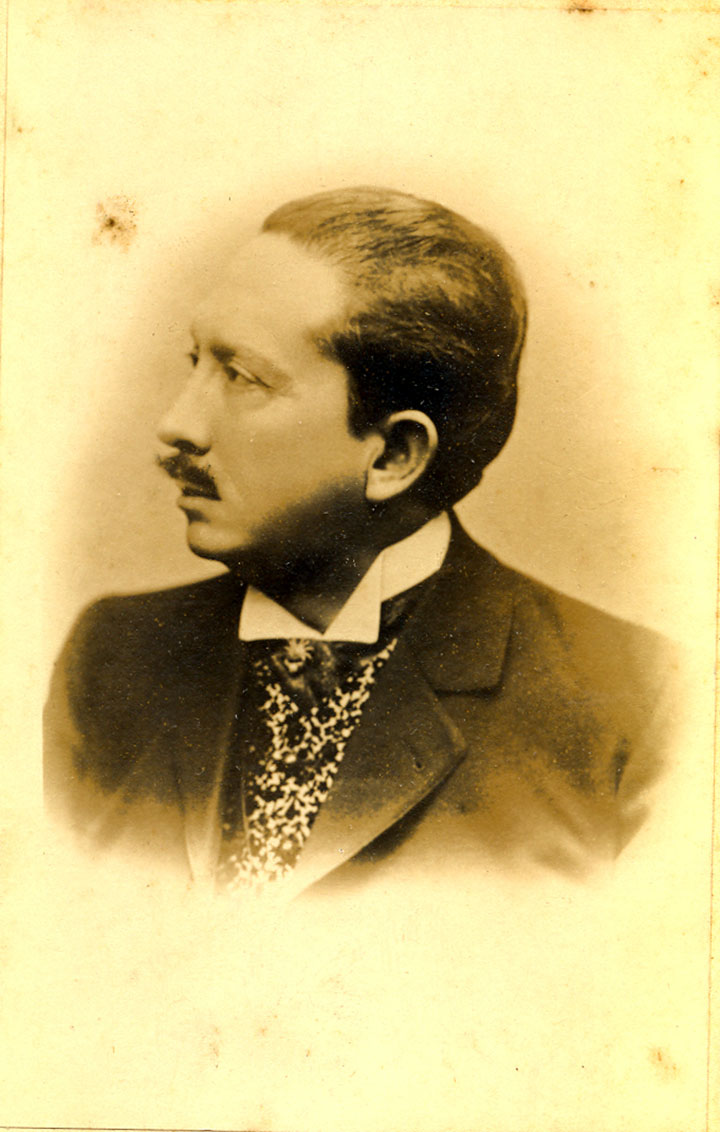
Vargas Vila a finales del.

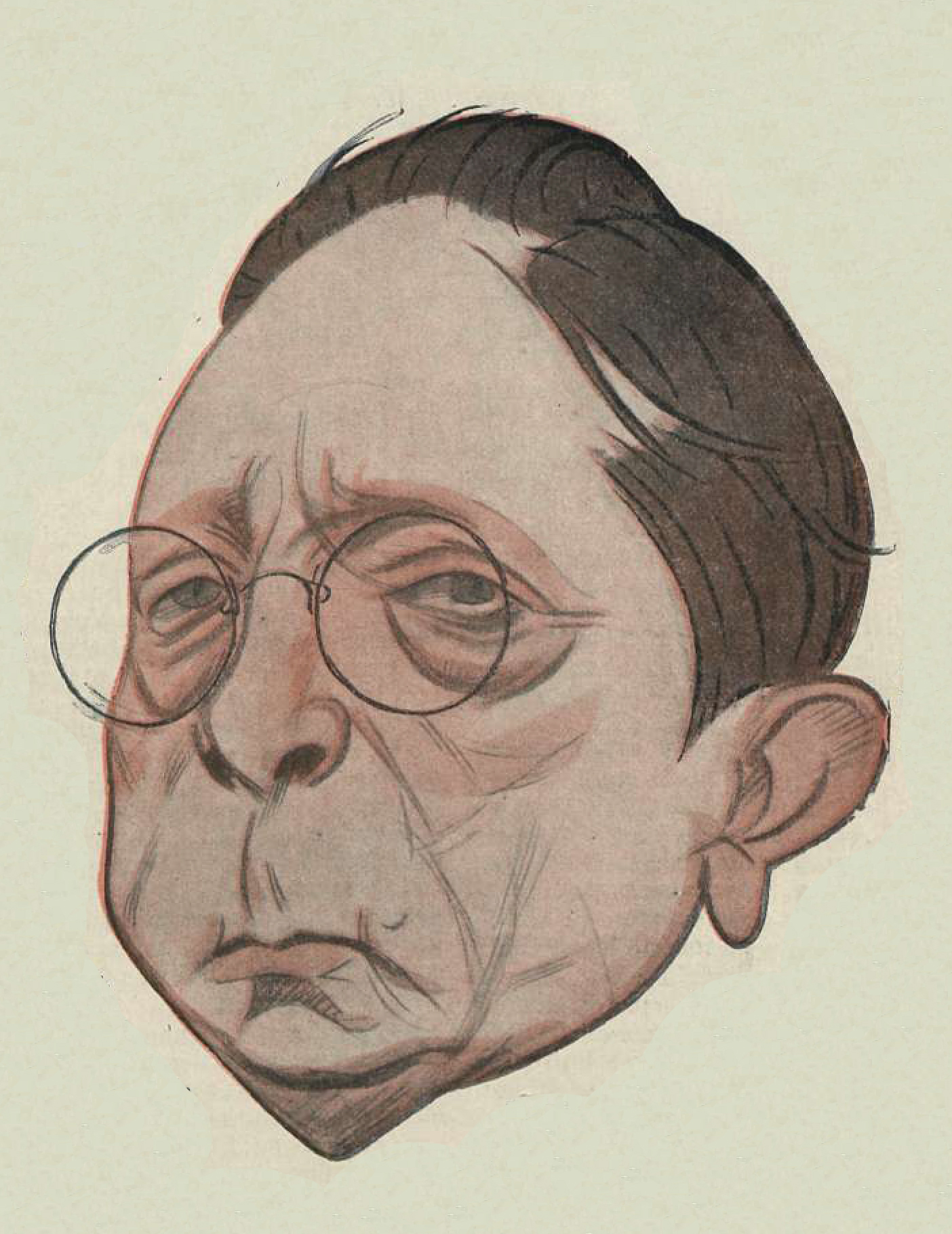
Caricaturizado por Tovar en Flirt (1922).

Vargas Vila participó en la Guerra civil colombiana de 1884-1885 como soldado de las tropas liberales radicales de Santos Acosta. Tras la derrota liberal se refugió en la región de Los Llanos del Casanare donde el general Gabriel Vargas Santos le ofreció recepción y asilo. Por su actitud crítica, el presidente de Colombia en esa época, Rafael Núñez, dio precio a su cabeza, lo que llevó a Vargas Vila a exiliarse en Venezuela en 1886.
En la ciudad de San Cristóbal, fundó y dirigió la revista Eco Andino junto a Diógenes Arrieta y Juan de Dios Uribe; en Caracas fundó la revista Los Refractarios junto con otros radicales colombianos perseguidos por Núñez: Ezequiel Cuartas, Avelino Rosas y Emiliano Herrera. Su fama de panfletario crecería y se expandiría con esos primeros escritos que recogerá en Pretéritas.
En 1887 publicó su primera novela Aura las violetas en que sigue el modelo romántico y que fuera llevada al cine en 1922.
En 1889 se encontraba en Curazao, donde pudo haber coincidido con el general Joaquín Crespo que por esas mismas fechas se había visto forzado a trasladarse a las Antillas desde donde intentó invadir a Venezuela, lo que le valió la cárcel y eventual retiro de la política. Paradójicamente, el presidente Raimundo Andueza Palacio lo expulsa de Venezuela en 1891, de donde parte a Nueva York. En esa ciudad trabajó en la redacción del periódico El Progreso y trabó amistad con el escritor e independentista cubano José Martí. Luego fundó la Revista Ilustrada Hispanoamérica, en la que publicó varios cuentos.
En 1892 Joaquín Crespo al frente de la Revolución Legalista entró triunfante en Caracas y toma el poder. Vargas Vila viajó a Venezuela y ocupó el cargo de secretario privado de Crespo y consejero en asuntos políticos del nuevo régimen. Crespo murió dos años más tarde en el combate de la Mata Carmelera y Vargas Vila regresó nuevamente a New York en 1894.
En 1898 fue nombrado por el presidente del Ecuador, Eloy Alfaro como ministro plenipotenciario en Roma y es recordada su negativa de arrodillarse ante el papa León XIII, al afirmar: «no doblo la rodilla ante ningún mortal». A causa de la publicación de su novela Ibis en 1900, fue excomulgado por la Santa Sede y recibió la noticia con regocijo.
En 1903 fundó en Nueva York la revista Némesis, desde la cual se criticaba al gobierno colombiano de Rafael Reyes y a otras dictaduras latinoamericanas, así como a las imposiciones del gobierno estadounidense, como la usurpación del Canal de Panamá y la Enmienda Platt sobre Cuba. En 1903 publicó en esa revista Ante los Bárbaros tras lo cual el gobierno de Washington le obligó a dejar Estados Unidos.
En 1904, el presidente nicaragüense, José Santos Zelaya, designó a Vargas Vila como representante diplomático en España, junto al poeta Rubén Darío. Los dos fueron integrantes de la Comisión de Límites con Honduras ante el rey de España, quien era entonces mediador en el litigio. Pero esta labor duró poco tiempo; pues el colombiano pronto regresó a la edición de sus libros y luego de breves estancias en París y Madrid, se asentó en Barcelona, donde inició, por acuerdo con la Editorial Sopena, la publicación de sus obras completas. Rubén Darío le dedicó un par de poemas: Cleopompo y Heliodemo y Propósito primaveral.

### Fallecimiento
Vargas Vila falleció tras una breve enfermedad el 23 de mayo de 1933 en su residencia de la calle Salmerón de Barcelona. En 1980 Jorge Valencia visitó la tumba de Vargas Vila, en el cementerio de Les Corts. Entonces emprendió la tarea de repatriar los restos del escritor. Es así como estos llegan a Colombia el 24 de mayo de 1981, siendo sepultado en el Cementerio Central de Bogotá.

## Obras
La obra Aura o las Violetas del novelista José María Vargas Vila nos centra en el tema del amor a pesar de ser una novela con fines trágicos, donde el amor entre dos adolescentes no es correspondido ya que Aura decide el bienestar de su familia antes que el amor por el protagonista, que no tiene otro consuelo que el apoyo incondicional de su madre.
Aura o Las Violetas fue la primera novela que escribió José María Vargas Vila, también la primera adaptada al cine y de allí resultó la primera película colombiana. Esta novela se caracteriza por ser narrada en primera persona por el protagonista, el cual no revela su nombre.
Pese a que en las mayoría de obras de Vargas Vila, las situaciones eróticas son exclusivamente entre hombres y mujeres, obras como su Diario personal y La Conquista de Bizancio tratan temáticas homosexuales explícitamente.
Otras de sus obras son: Flor de fango y Las rosas de la tarde. La mayor especialista internacional en la obra de Vargas Vila es la escritora colombiana Consuelo Treviño Anzola quien, además de defender en la Universidad Complutense de Madrid su tesis doctoral El sentido trágico de la vida en la obra de José María Vargas Vila (1986), rescató y publicó en 1988 el diario íntimo del autor (Bogotá: Arango editores-El áncora editores) guardado en el Archivo del Consejo de Estado de Cuba, ha prologado varias ediciones de sus libros, asesoró el proyecto de las obras en la editorial Panamericana, de Colombia, e incluso escribió una novela inspirada en el personaje (La semilla de la ira; Bogotá: Seix Barral, 2008; Madrid: Verbum, 2013).
La muerte del cóndor es una obra que relata los sucesos previos y posteriores al juicio, condena y linchamiento del liberal: Gral. Pedro J. Montero en Guayaquil, días antes del asesinato de los héroes liberales en Quito a 25 de enero de 1912.